# William Vaughan (Bischof)
William Vaughan (* 14. Februar 1814 in London; † 25. Oktober 1902 in Plymouth) war ein englischer Geistlicher und von 1855 bis zu seinem Tod der zweite Bischof des 1850 gegründeten römisch-katholischen Bistums Plymouth und gilt als dessen eigentlicher „Vater“.

## Leben

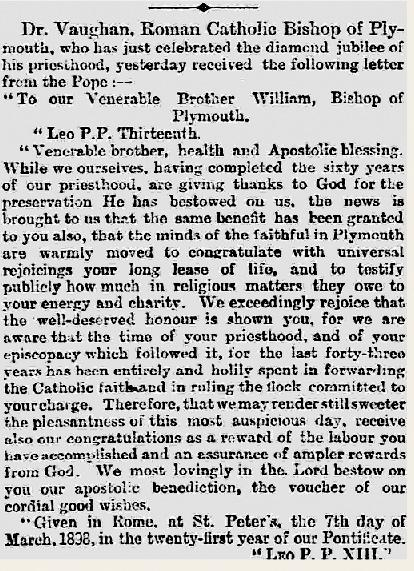
Glückwunschbrief Papst Leos XIII. an Bischof Vaughan anlässlich seines 60. Priesterjubiläums 1898

Vaughan stammte aus einer Familie, die zahlreiche Bischöfe stellte. Er war der zweitälteste Sohn von vier Söhnen und drei Töchtern des William Michael Thomas John Vaughan und dessen Ehefrau Theresa Maria Weld. Sein Neffe war der Kardinal Herbert Vaughan. 1838 wurde er zum Priester geweiht. Als 1850 die römisch-katholische Hierarchie in England wiederhergestellt wurde, war er leitender Pfarrer an der Prokathedrale Holy Apostles des Bistums Clifton in Clifton. Dort empfing er, nach der päpstlichen Ernennung zum Bischof von Plymouth am 10. Juli 1855, durch Kardinal Wiseman am 19. Juli 1855 die Bischofsweihe.
1870 nahm er am Ersten Vatikanischen Konzil teil.
In den 47 Jahren seines Episkopats organisierte und konsolidierte Vaughan sein junges Diasporabistum, das überwiegend aus mittellosen irischen Zuwanderern bestand. 1856 legte er den Grundstein der Kathedrale von Plymouth, und 1880, im Jahr seines 25. Bischofsjubiläums, feierte er nach Abschluss aller Arbeiten und Tilgung aller Schulden deren Weihe. Die Geldgeschenke anlässlich dieses Jubiläums und seines 50. Priesterjubiläums 1888 wendete er der Kathedrale zu.
Als Vaughan sein Amt antrat, gab es im Bistum Plymouth 23 Missionen und 23 Priester. Als er 1902 starb, gab es 100 Priester, 13 männliche und 28 weibliche Klöster, vier Waisenhäuser, 27 Grund- und fünf weiterführende Schulen.